# Shorea kuantanensis
Shorea kuantanensis är en tvåhjärtbladig växtart som beskrevs av Peter Shaw Ashton. Shorea kuantanensis ingår i släktet Shorea och familjen Dipterocarpaceae. Inga underarter finns listade i Catalogue of Life.